# Először New Yorkban (Így jártam anyátokkal)
Az Először New Yorkban az Így jártam anyátokkal című televízió-sorozat második évadának tizenkettedik epizódja. Eredetileg 2007. január 8-án vetítették, míg Magyarországon egy évvel később, 2008. november 18-án.
Ebben az epizódban Robin húga New Yorkba látogat, készen arra, hogy elveszítse a szüzességét. Robin szerint ennek még nem jött el az ideje, miközben a többiek felidézik, nekik milyen volt az "első".

## Cselekmény
Robin rádöbben, hogy szerelmes lett Tedbe, de ezt nem tudja kimondani neki, csak annyi jön ki a száján, hogy "falafel". Elmondja Lilynek, hogy azért, mert még soha egyetlen férfival sem jutott el idáig. Közben Robin húga, Katie bejelenti, hogy New Yorkba látogat, Ted pedig azt javasolja, menjenek el közösen, és nézzék meg az Empire State Buildinget. Katie-vel jött barátja, Kyle is, aki nagyon éretlenül viselkedik, és bunkó a nőkkel is. Katie mégis szeretné vele elveszíteni ezen a hétvégén a szüzességét, amit megvall Robinnak, aki annyira ellenzi ezt, hogy összehívja a többieket, hogy segítsenek neki megakadályozni.
A csapat tagjai meglehetősen átlátszó hasonlatokkal be is próbálkoznak, sikertelenül. Katie átlát a dolgon, és álszentnek nevezi Robint: elolvasta ugyanis a naplóját, amiben az áll, hogy ő 16 évesen veszítette el a szüzességét. Ráadásul ő és Kyle már minden mást kipróbáltak az alatt a 2 hónap alatt, amióta járnak.
A banda tagjai mind elmesélik, kinek milyen volt az első. Barney előad egy kétes történetet, amiről kiderül, hogy a Dirty Dancing című filmből lopta. Lily és Marshall a kollégiumban vesztették el együtt, ráadásul úgy, hogy az emeletes ágy tetején ott volt Ted is. Robin bevallja, hogy az első alkalom kellős közepén vallotta be neki a fiúja, hogy meleg. Mivel Lily szerint az ilyesmi nem számít, Marshall gyanút fog, hogy Lily lefeküdt a gimis barátjával, Scooterrel is. Kiderül, hogy nem, idáig nem jutottak el. Közben a dühös Katie elviharzik. Robin szerint az első alkalmat különlegesnek kell tartogatni, Katie erre azzal válaszol, hogy Robin már vagy száz férfival volt, és volt, akit nem is szeretett. Robin szerint ez nem egészen igaz, mert mindenkihez különleges érzések fűzték. Katie ekkor rátér arra, hogy mi a helyzet Teddel. Kénytelen hát bevallani Tednek, hogy szereti őt, még ha nagyon nehezen is.
Jövőbeli Ted ezután ráijeszt gyerekeire a mesével, hogy az első alkalom után Katie teherbe esett, ötösikreket szült, lakókocsiparkba költözött, és alkoholistaként halt meg. A valóságban azonban Katie végül nem feküdt le Kyle-lal, mégpedig Ted hatására. Ted is elmesélte az első alkalmat, 17 éves volt, és azt hazudta egy Molly nevű lánynak, hogy szereti, pedig nem is. Elmondja, hogy a 17 éves fiúk bármire hajlandóak egy kis szexért, akár hazudni is. Katie ezért elmondja Kyle-nak, hogy várjanak, mire Kyle kidobja őt. Robin a történetet hallva kérdőre vonja Tedet, mert nem rá vall; kiderül, hogy pontosan fordítva történt, őt verték át azzal, hogy szeretik. Robin viszont először és őszintén megvallja Tednek, hogy szereti.
Az epizód végén a társaság megpróbálja kiszedni Barneyból a valódi történetét annak, hogy vesztette el a szüzességét. Erre ő újabb filmekből vett történeteket hazudik (Változó világ, Kockázatos üzlet, Háborús játékok), mígnem bevallja, hogy 23 éves volt, és az anyja 45 éves barátnőjével történt. Mikor rájönnek, hogy ezt mennyire szégyelli Barney, a többiek úgy tesznek, mintha meg sem hallották volna.

## Kontinuitás
- Ted felidézi "A kezdetek" című epizódból ismert történetet arról, hogyan aludt a felső ágyon, míg alatta szexeltek.
- Barney elmeséli, hogy hagyott ott egy lányt, akit felszedett, míg zuhanyzott. Ez a "Ted Mosby, az építész" című részben történt.

## Jövőbeli visszautalások
- Barney a "Beboszetesza" című részben ugyanígy a zuhany alatt hagy ott egy nőt.
- Barney autópályás hasonlata szerint Ted és Robin a "7 hónapos kijáratnál" hajtanak majd ki. A "Valami kék" című részből kiderül, hogy valójában egy évig együtt voltak.
- "A kecske" című részben is utal rá Robin, hogy minden olyan esetben, ha az érzelmek is játszanak, Barney randijai zuhanyozni mennek.
- "A görcs" című részből részletesebben derül ki Barney szüzességének elvesztése.
- Ted az "Ismerlek?" című részben elmeséli Stellának is szüzessége elvesztésének történetét.
- Ted vonzalma az Empire State Building iránt a "Mosbius Designs", az "Állati történetek", és a "Búcsú New Yorktól" című részekben is látható.
- Ted "A nagy verseny" és a "Természettörténet" című részekben is építészeti érdekességekről szóló sztorikkal traktálja a közönségét, a hallgatóság őszinte bánatára.
- Katie a "Vulkanikus" című részben visszatér Robin esküvőjén.

## Érdekességek
- Mikor Molly kimászik Ted ágyából, rajta van a nadrág, a következő pillanatban pedig épp azt veszi fel.
- Katie nyakában egy "Emily" feliratú medál lóg – rejtély, hogy miért.
- Az epizódot eredetileg újévkor adták volna le, de az elhunyt néhai elnök, Gerald Ford miatt elrendelt nemzeti gyász okán pár napot csúszott a bemutató.

## Vendégszereplők
- Ryan Pinkston – Kyle
- Misti Traya – Molly
- Lucy Hale – Katie Scherbatsky
- Brian Kubach – Brian
- Stu Smith – idegen
- James McMann – turista

## Zene
- The Weepies – Gotta Have You
- Mickey & Sylvia – Love Is Strange
- Nada Surf – Always Love
- Bill Medley és Jennifer Warnes – (I've Had) The Time of My Life

## Fordítás
- Ez a szócikk részben vagy egészben  a   First Time in New York című angol Wikipédia-szócikk ezen változatának fordításán alapul.  Az eredeti cikk szerkesztőit annak laptörténete sorolja fel. Ez a jelzés csupán a megfogalmazás eredetét és a szerzői jogokat jelzi, nem szolgál a cikkben szereplő információk forrásmegjelöléseként.| - m - v - sz « előző Így jártam anyátokkal 2. évad következő »                                                                                                                                                                                                                                                                                                                                                       | - m - v - sz « előző Így jártam anyátokkal 2. évad következő » |
| --- | -------------------------------------------------------------- |
| - Az Így jártam anyátokkal epizódjainak listája |                                                                |
| - Hol is tartottunk? - A skorpió és a varangy - Villásreggeli - Ted Mosby, az építész - A világ legjobb párosa - Jogi praktikák - Swarley - Atlantic City - A pofogadás - Szingliszellem - Hogyan lopta el Lily a karácsonyt - Először New Yorkban - Oszlopok - A hétfő esti meccs - A szerencsepénz - Cuccok - Arrivederci, Fiero - A költözés - A legénybúcsú - Nyílt kártyákkal - Valami kölcsönvett - Valami kék |                                                                || - m - v - sz Így jártam anyátokkal | - m - v - sz Így jártam anyátokkal                                                                  | - m - v - sz Így jártam anyátokkal |
| ---------------------------------- | --------------------------------------------------------------------------------------------------- | ---------------------------------- |
| Epizódok                           | - 1. - 2. - 3. - 4. - 5. - 6. - 7. - 8. - 9. évad                                                   |                                    |
| Szereplők                          | - Ted Mosby - Marshall Eriksen - Robin Scherbatsky - Barney Stinson - Lily Aldrin - Tracy McConnell |                                    |
| Filmzene                           | - How I Met Your Music                                                                              |                                    |
| Kapcsolódó sorozat                 | - Így jártam apátokkal                                                                              |                                    |